# Kulcsár-völgyi-patak
A Kulcsár-völgyi-patak (másik nevén Berek-patak) a Bükk-vidéken ered, a Miskolci-Bükkalján, Bükkaranyos településtől északnyugatra, Borsod-Abaúj-Zemplén vármegyében, mintegy 170 méteres tengerszint feletti magasságban. A patak Bükkaranyoson keresztülfolyva déli, majd délkeleti irányban halad Emődig, majd itt keletnek fordul és Hejőkeresztúr déli részén éri el a Hejőt.

## Lefolyása
A Kulcsárvölgyi patak Bükkaranyos község határában, a Bükk hegység lábánál, 2-300 m magas erdős hegyvidéken (170 m tszf.) ered és erdő legelő művelésű területeken folyik Bükkaranyosig. A patak itt lelassul, majd áthalad Emődön és sima, alföldi terepen ömlik a Hejő-Szarda övcsatornába. Bal parti mellékága  Nyéki-patak (Kis-patak; 11 km; 16 km2).

## Vízrajzi adatai
A patak teljes hossza 26 km. Vízgyűjtője 70 km2 (más adatok szerint 69 km2). Torkolati vízhozama: közepes 0,13 m3/s (Sokévi átlagos 1971-2000: 0,188 m3/s), a legkisebb 0, a legnagyobb 26 m3/s.[1]

## Partmenti települések
- Bükkaranyos
- Emőd
- Hejőszalonta
- Hejőkeresztúr